# Трав'янка чорнощока
Трав'янка чорнощока (Campicoloides bifasciatus) — вид горобцеподібних птахів родини мухоловкових (Muscicapidae). Мешкає в Південно-Африканській Республіці, Лесото і Есватіні. Єдиний представник монотипового роду Чорнощока трав'янка (Campicoloides).

## Поширення і екологія
Чорнощокі трав'янки живуть на сухих трав'яних рівнинах і пасовищах та на кам'янистих схилах, на висоті від 1500 до 1700 м над рівнем моря.